# Rio Claro (São Paulo)
Rio Claro  este un oraș în São Paulo (SP), Brazilia.
1. ↑   https://cidades.ibge.gov.br/brasil/sp/rio-claro/panorama Lipsește sau este vid: |title= (ajutor)